# Nižná (district de Tvrdošín)
Nižná (hongrois : Nizsna) est un village de Slovaquie situé dans la région de Žilina.

## Histoire
La première mention écrite du village date de 1420.

## Démographie

### Évolution de la population
| Année:               | 1994. | 2004.   | 2014.   | 2024.   |
| -------------------- | ----- | ------- | ------- | ------- |
| Nombre de personnes: | 3943  | 4068    | 4020    | 3918    |
| Différence:          |       | +3,17 % | -1,17 % | -2,53 % |

| Année:               | 2023. | 2024.   |
| -------------------- | ----- | ------- |
| Nombre de personnes: | 3928  | 3918    |
| Différence:          |       | -0,25 % |